# 施淑婷
施淑婷（1987年—），臺灣政治人物，台灣民眾黨籍，現任新竹市政府民政處處長。曾任新竹市政府發言人，曾參選新竹市議會議員，未能當選。

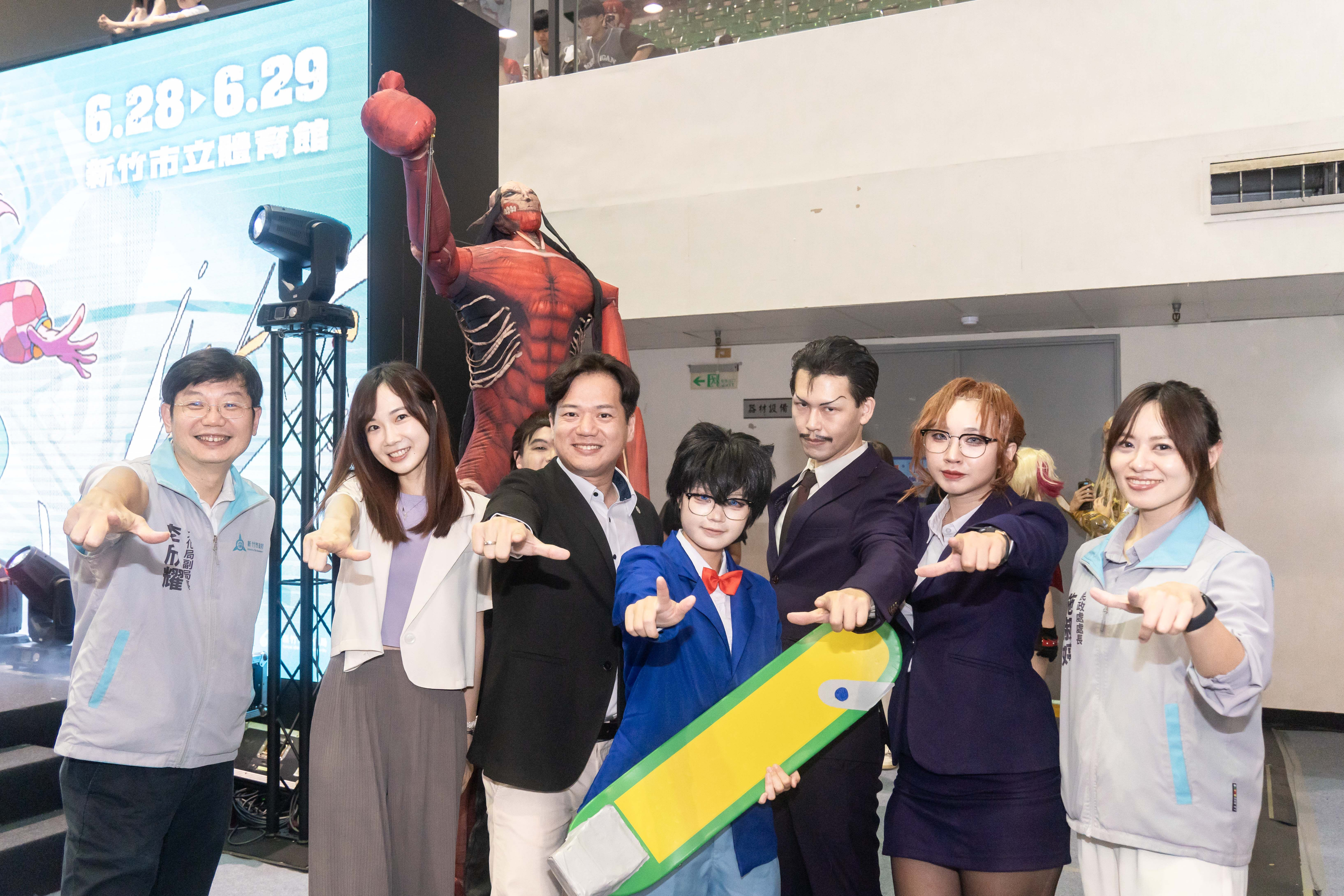
2025年6月29日新竹國際動漫節的民政處長施淑婷（右一）、代理市長邱臣遠（左三）、發言人楊寶楨（左二）、文化局副局長李欣耀（左一）等人。

## 經歷
2022年參選新竹市議員，未當選。同年12月，被新竹市市長高虹安任命為新竹市政府發言人；2023年9月改任民政處處長。

## 爭議

### 財產申報不實
施淑婷2022年參選新竹市議員時，未如實申報財產，遭高雄市議員鄭孟洳質疑，施的財產申報缺少其丈夫建商1000多萬的事業投資。對此，施淑婷回應，不清楚要申報，接下來如果需要申報會補上。針對施淑婷的聲明，鄭孟洳再度表示：施淑婷有申報丈夫持有的土地、建物和存款，但卻漏了丈夫的事業投資以及自己的股票、基金、保險、貸款，漏報金額達上千萬，施淑婷聲稱不知道要申報的說法實在可疑。
根據監察院2024年6月公布的資料，施淑婷漏報、隱匿的金額高達數千萬元。

### 發言不當
2023年2月，她在個人臉書寫下「工作興隆，議程繁華，市長室大繁盛」等文，被網友們質疑中文程度差，乾脆說六畜興旺好了，結果她槓上網友，說這是她私人粉專空間，出征她的人何不去歐洲，高舉納粹旗幟歌頌希特勒呢？

### 被質疑行賄
2023年9月，中央廉政委員林志潔質疑，施淑婷無償提供座車給新竹市市長高虹安使用，而後施淑婷由發言人升任民政處處長，二者間如果有對價關係，將構成行賄。對此，施淑婷表示無此事，並對林志潔提告誹謗。檢察官在2024年4月對林志潔作出不起訴處分。

### 先生在上班時間自由進出處長室、錄音公審公務員
2024年4月，新竹市議員楊玲宜表示，新竹市市長高虹安男友李忠庭自由進出新竹市政府民政處長室，施淑婷質疑消息來源是一名專員，就在臉書公開自己和專員的對質錄音，被批評是違法錄音公審公務員，錄音中施淑婷表示進出辦公室的人是自己的先生。對此，楊玲宜進一步質疑他的先生非公職，為何可以在上班時間帶一群人進處長室？施淑婷的先生一開始否認是他，後來改口是去送衛生棉或資料。

### 嗆聲議員胡說八道
2024年11月，施淑婷在新竹市議會接受質詢時，議員田雅芳質疑施淑婷施壓公務員，施淑婷因而開直播嗆聲，表示質詢內容全都是「胡說八道」，被多名議員批評是藐視議會。議長許修睿當天下午裁示要求施淑婷道歉，同時要求不得再發生。對此，施淑婷致歉。

## 選舉紀錄
| 年度 | 選舉屆數               | 選舉區           | 所屬政黨   | 得票數 | 得票率 | 當選標記 | 備註 |
| ---- | ---------------------- | ---------------- | ---------- | ------ | ------ | -------- | ---- |
| 2022 | 第十一屆新竹市議員選舉 | 新竹市第三選舉區 | 臺灣民眾黨 | 4,333  | 27.04% |          |      |

## 外部連結
- Sweety施淑婷的Facebook專頁